# Dirck Hals

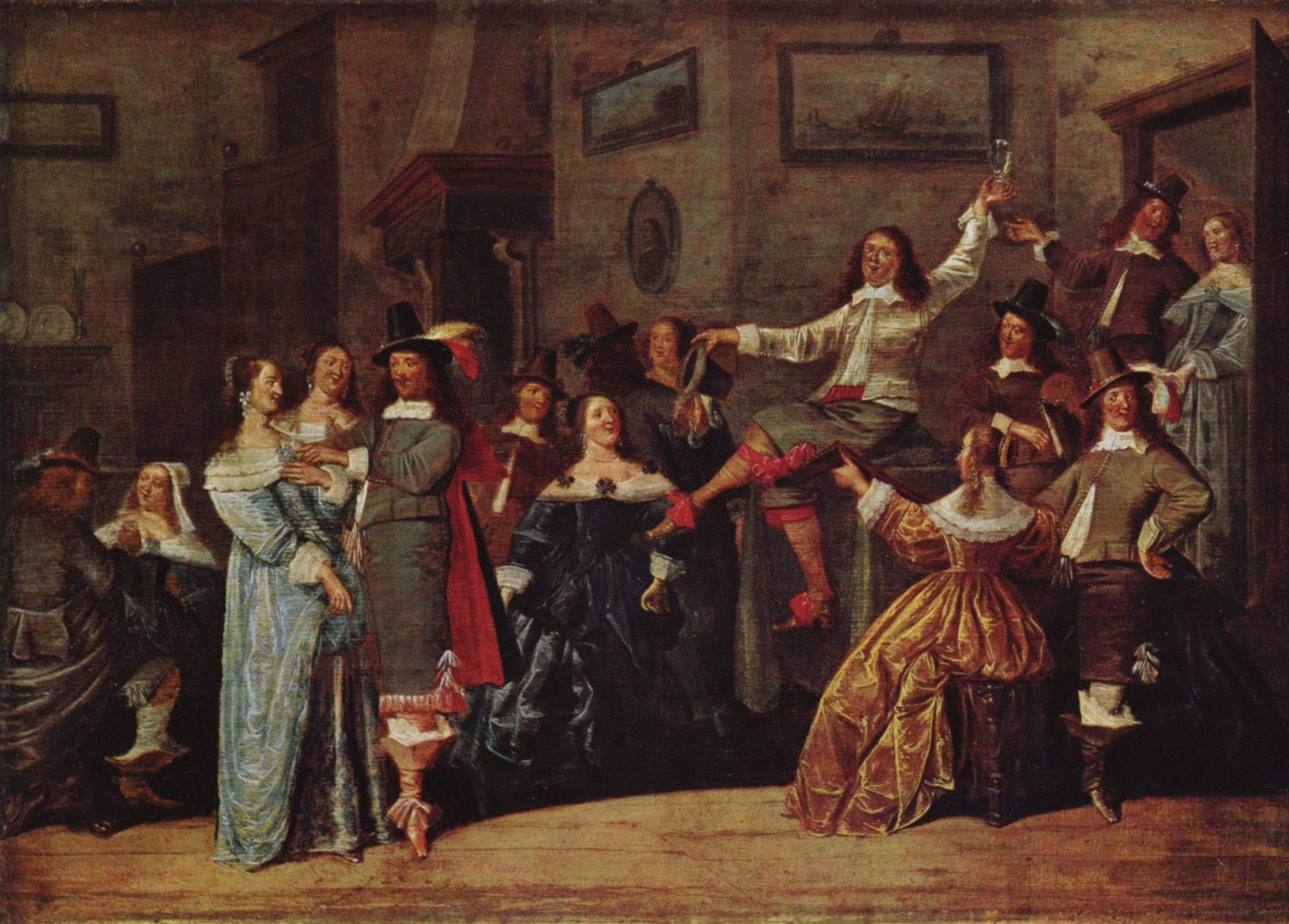
Vrolijk gezelschap, 1640, Szépművészeti Múzeum, Boedapest

Dirck Hals (Haarlem, 19 maart 1591 – aldaar, 17 mei 1656) was een Hollands kunstschilder.

## Biografie
Dirck Hals was de derde zoon uit het huwelijk van droochscheerder Franchoys Franszoon Hals uit Mechelen en Adriaentgen van Geertenryck uit Antwerpen. Dirck had twee oudere broers, die beiden nog in Antwerpen werden geboren: Frans (1582/1583–1666) en Joost (1584–1626) en ook kunstschilder waren.
De familie Hals migreerde naar de Noordelijke Nederlanden nadat Antwerpen in augustus 1585 in handen was gevallen van de hertog van Parma. Wanneer het gezin precies vertrok en om wat voor specifieke reden is onbekend. De vermelding van Dircks doopplechtigheid in de Hervormde Kerk te Haarlem op 19 maart 1591 is de eerste getuigenis van hun verhuizing. De eerste schilderslessen kreeg hij mogelijk van zijn elf jaar oudere broer Frans Hals, die in 1610 lid werd van het Sint-Lucasgilde. Ook de schilders Esaias van de Velde en Willem Buytewech oefenden een bijzondere invloed op hem uit. 

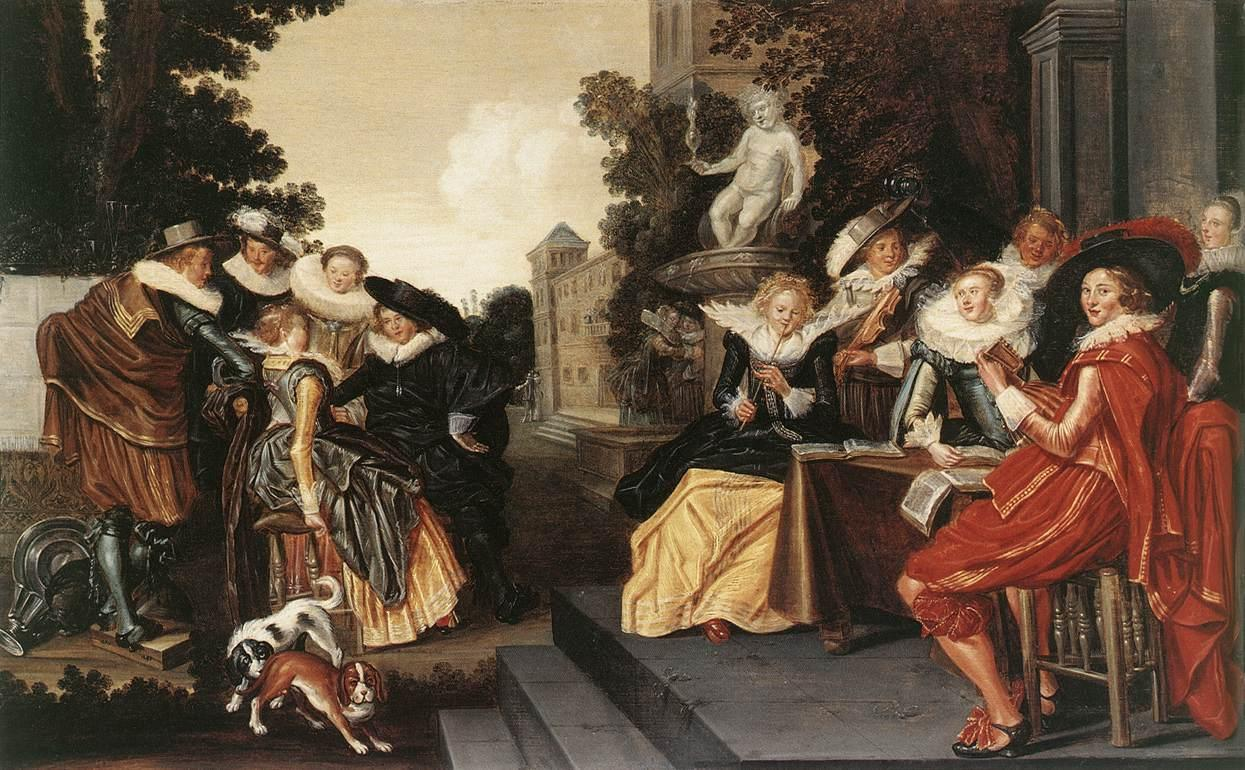
Musicerend gezelschap op een terras, 1620-1625, Frans Halsmuseum, Haarlem

Het grootste deel van zijn leven bracht Dirck Hals door in zijn geboortestad Haarlem. Van 1618 tot 1624 diende Dirck in de tweede compagnie van het derde korporaalschap van het Sint-Jorisschuttersgilde, waarvan zijn broer Frans sinds 1615 deel uitmaakte. Van 1618 tot 1626 was hij lid van de rederijkerskamer De Wijngaertranken, waar zijn broer ook lid van was.
Dirck Hals werd in 1627 als lid opgenomen in het Sint-Lucasgilde. In 1620 of 1621 trouwde hij met Agneta (Agniesje) Jansdochter en tussen 1621 en 1635 werden zeven kinderen geboren.
Zijn enige zoon Antonie Hals (1621–1691), was een portretschilder en een schilder van genrestukken. Hij was werkzaam in Amsterdam, waar hij op 21 juni 1652 voor het eerst vermeld werd.
In de jaren 1641 tot 1643 en in 1648 leefde Dirck Hals in Leiden. Vooraf aan zijn verhuizing naar Leiden, waar hij op 22 februari 1641 een huis huurde, had hij een ontmoeting met de Amsterdamse schilder en kunsthandelaar Pieter van den Bosch (1613–1663).
Dirck Hals stierf op 17 mei 1656 in Haarlem en werd in de Begijnhofkerk begraven. Dirck Hals gold al tijdens zijn leven als een volkomen kunstschilder.

## Schilderstijl
Zijn werken behoren tot de barok. Nagenoeg alle schilderijen betreffen vrolijke gezelschappen, die vaak musiceren. De invloed van zijn broer Frans is zichtbaar, doordat de figuren beweging uitstralen en vaak rode konen hebben. De kwaliteiten van de gezichten van de gezelschappen zijn vaak simpel en wisselend van kwaliteit.

## Galerie

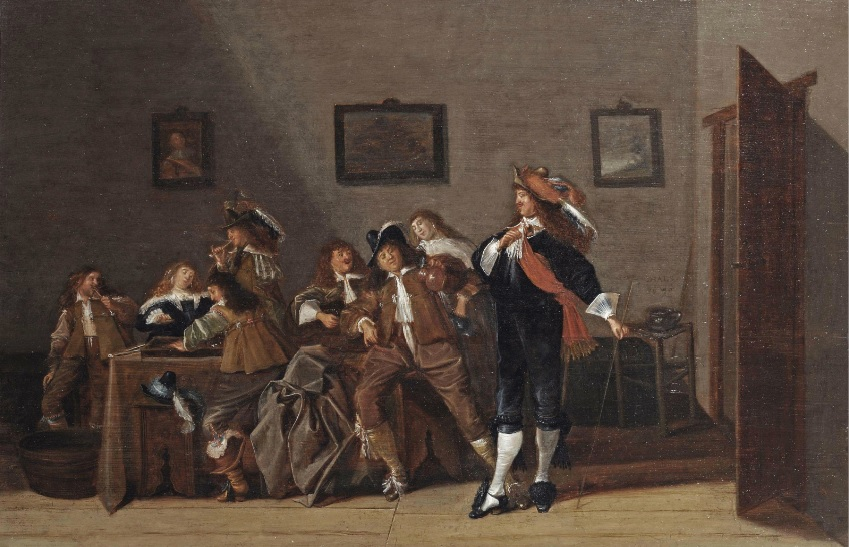
Interieur met vrolijk gezelschap

## Musea
- Louvre in Parijs
- National Gallery in Londen
- Rijksmuseum Amsterdam
- Frans Hals Museum in Haarlem

## Referentie
- Allgemeines Lexikon der bildenden Künstler Ulrich Thieme und Felix Becker, Band XV, Seite 530; ISBN 3-89739-357-3